# Lena Hentschel
Lena Hentschel (n. 17 iunie 2001) este o săritoare în apă ce a reprezentat Germania, medaliată olimpică. A participat la o ediție a Jocurilor Olimpice (2020) în care a câștigat o medalie de bronz.

## Participări
Lista de mai jos prezintă principalele competiții la care a participat Lena Hentschel de-a lungul carierei.
- Jocurile Olimpice de vară din 2020[2]